# Большие Кляри
Больши́е Кляри́ (тат. Олы Кариле) — село в Камско-Устьинском районе Республики Татарстан, административный центр Большекляринского сельского поселения.

## Этимология
Название двух деревень (Большие и Малые Кляри) происходит от имени основателя деревни - Карэле. Карэле был странником-мусульманином. Он путешествовал по шелковому пути, пролегавшем в 18 километрах от деревни Большие Кляри (южнее деревни) и в 1100-1200 годах решил осесть на данном месте и основать деревню. Позже к нему присоединились другие странники. 
Памятник-надгробие основателю - «дедушке Корэле» расположено на ул. Советской с. Большие Кляри, поблизости деревенского кладбища. [педагог-историк Каримуллин Риф, проживающий в деревне Большие Кляри].

## География
Село находится на реке Сухая Улёма, в 24 км к западу от районного центра — посёлка городского типа Камское Устье.

## История
Окрестности села были обитаемы в период Волжской Булгарии, о чём свидетельствуют археологические памятники: Большекляринское городище (булгарский домонгольский и золотоордынский периоды) и Большекляринское кладбище (булгарский золотоордынский период).
Первоисточники упоминают о селе с периода Казанского ханства.
В сословном плане, в XVIII – первой половине XIX века жителей причисляли к государственным крестьянам. 
Основными занятиями жителей в этот период были земледелие (в начале XX столетия земельный надел сельской общины составлял 1232,5 десятин) и разведение скота, печной и плотничный промыслы, торговля.
В начале XX столетия в селе действовали мечеть (закрыта в 1931 г.), мектеб, 2 водяные и 2 ветряные мельницы, 5 мелочных лавок.
До 1920 года село входило в Больше-Кляринскую волость Тетюшского уезда Казанской губернии. С 1920 года в составе Тетюшского, с 1927 года – Буинского кантонов ТАССР. С 10 августа 1930 года – в Камско-Устьинском, с 1 февраля 1963 года – в Тетюшском, с 12 января 1965 года в Камско-Устьинском районах.
С 1931 года в селе действовали колхозы, в 1994—2003 годах ассоциация крестьянских хозяйств «Ур», в 2003—2007 годах общество с ограниченной ответственностью «Ур», в 2011—2019 годах открытое акционерное общество «Большие Кляри».

## Население
| 1782 | 1859 | 1884 | 1897 | 1908 | 1920 | 1926 | 1938 | 1949 | 1958 | 1970 | 1979 | 1989 | 2002 | 2010 | 2017 |
| ---- | ---- | ---- | ---- | ---- | ---- | ---- | ---- | ---- | ---- | ---- | ---- | ---- | ---- | ---- | ---- |
| 191  | 657  | 952  | 1281 | 1326 | 1260 | 843  | 686  | 769  | 828  | 643  | 588  | 502  | 445  | 399  | 371  |

Национальный состав села — татары.

## Экономика
Жители работают преимущественно в ООО «Большие Кляри», в крестьянских (фермерских) хозяйствах (растениеводство и животноводство).

## Инфраструктура
В селе действуют средняя школа (с 1924 г. как начальная), дом культуры (с 1965 года), библиотека (открыта в 1941 году как изба-читальня), детский сад «Кынгырау» (с 1986 года), фельдшерско-акушерский пункт.

## Религия
Мечеть «Шэриф» (с 1991 года).

## Известные люди
- Л. В. Гизатдинов (1918–1982) – инженер-механик, Герой Социалистического Труда.